# 대륙행진곡

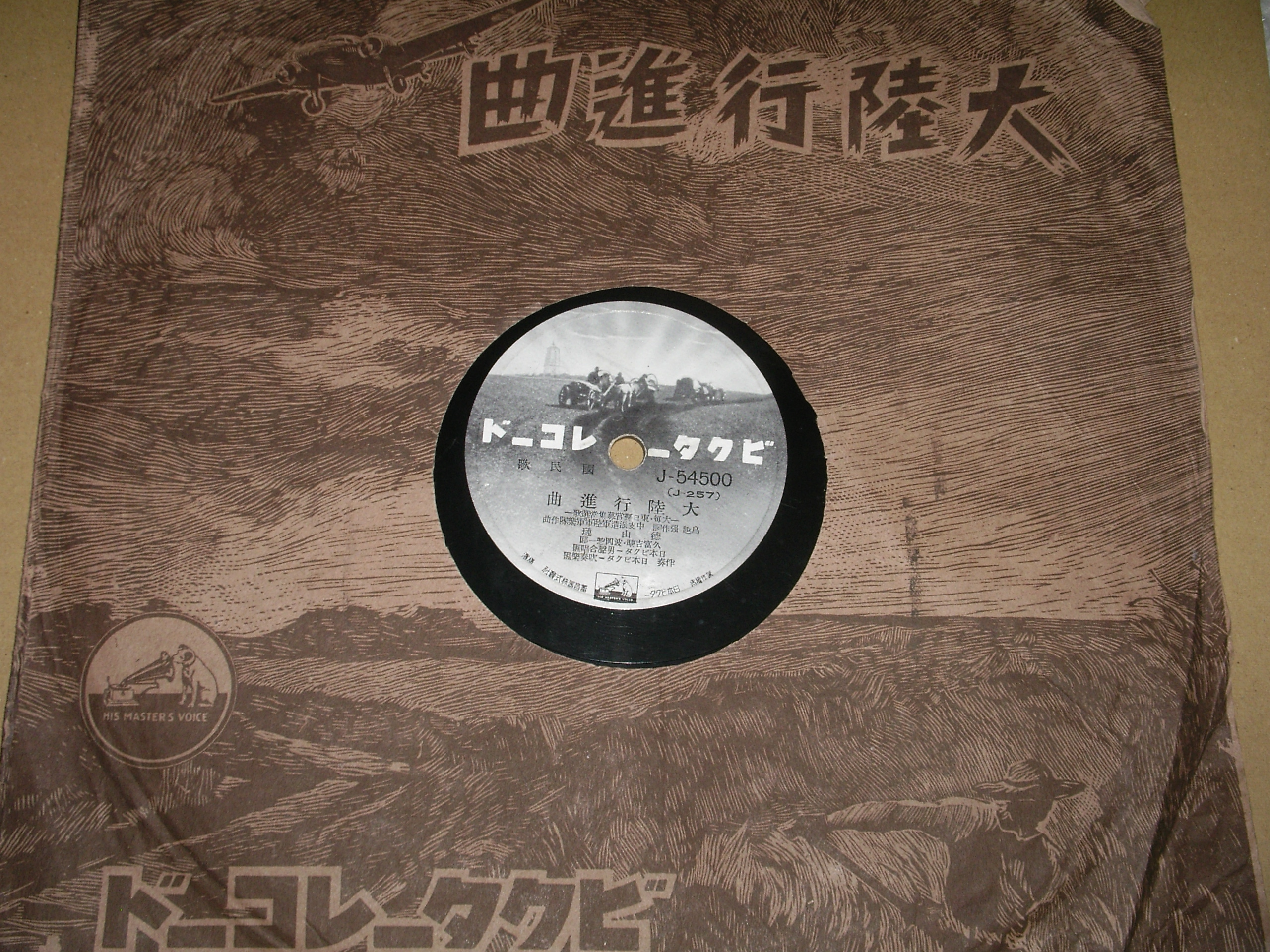
재킷과 레이블

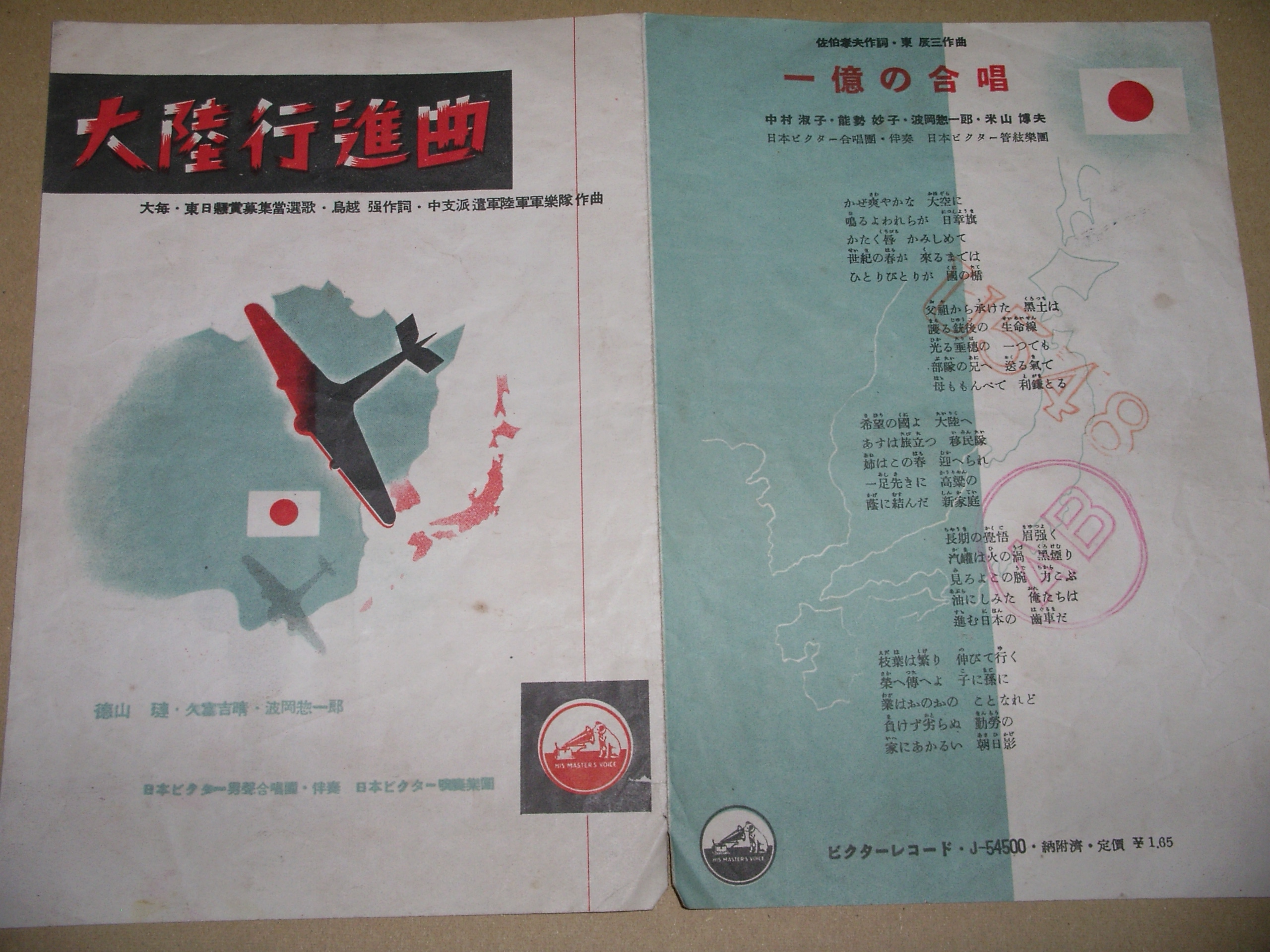
가사 카드

〈대륙행진곡〉(大陸行進曲)은 1938년 11월 빅터 레코드에서 발매된 군가이다. 구 레코드 번호 J-54500-A. B면은 〈일억의 합창〉(一億の合唱).
1937년(쇼와 13년) 도쿄니치니치신문, 오사카마이니치신문은 '대륙진출의 대사명'을 테마로 한 작품을 모집하였다. 9월 10일부터 30일까지 모집된 응모수 21000통 가운데 鳥越強의 가사가 선발되어 중지나파견군의 군악대가 작곡을 담당하였다. 마침 일본군이 무한삼진을 공략한 무렵인 10월 15일 발표되었다.
취입에는 빅터의 인기 가수가 동원되었다. 간다이마가와바시(神田今川橋) 빅터 스튜디오가 아니라 아카사카타메이케(赤坂溜池) 삼회당 빌딩 최상층 강당을 사용하였으므로 잔향이 풍부한 입체적 소리를 구현해냈다. 반주는 일본 빅터 취주악단으로 표기되어 있지만 간주 부분의 금관악기 연주기량과 관계자의 유품 레코드(나이토 아쓰무와 사이토 우시마쓰) 및 후지와라 요시에반(1939년 5월 5일 녹음, 7월 5일 발매, 빅터 주간하계걸작특별집)의 반주와 비교해보면 해군군악대의 대원이 주체가 되었을 가능성이 높다.
이 곡의 성립에는 비평가 오야 소이치가 관계하고 있는데, 당시 도쿄니치니치신문의 사우로서 남경에 주재하고 있던 그는 이 방면에서 전개하고 있던 중지나파견군 군악대에 작곡을 의뢰하여 완성된 작품을 도쿄의 본사에 전송하고는 했다.
일본정부에서는 〈애국행진곡〉, 〈히노마루 행진곡〉과 더불어 전국민필창 삼대애국가(全国民必唱 三大愛国歌)로서 강력하게 선전을 행하였다.
2007년 방송된 단편 TV아니메 《암즈 랠리》에서 주제곡으로서 사용되었으며 최종화 서브타이틀 역시 곡명에서 인용하였다.